# Сухопутные войска ЮАР
Сухопутные войска Южно-Африканской Республики, также известные как Армия ЮАР или Южно-Африканская Армия (англ. South African Army, африк. Suid-Afrikaanse Leër, зулу Ibutho laseningizimu afrika) — компонент Вооружённых сил Южно-Африканской Республики. Образованы в 1910 году после создания Южно-Африканского Союза.
Южноафриканская военная мысль развивалась в рамках традиции пограничной войны, которую обычно демонстрировала бурская милиция, подкрепляемая историческим африканерским недоверием к большим постоянным армиям. СВ ЮАР принимали участие на стороне Великобритании во Второй мировой войне. В дальнейшем, приход Национальной партии и ведение политики апартеида и жёсткого антикоммунизма привели к трениям с соседними государствами и стало причиной войны в Юго-Западной Африке (ныне Намибия) с 1966 года. Роль армии коренным образом изменилась в результате политических реформ 1990-х годов, после 1994 года армия вошла в состав новых Южноафриканских национальных сил обороны. СВ ЮАР состоят из 40 100 солдат и офицеров. Кроме того имеется резерв, насчитывающий 12 300 военнослужащих. Качественное ухудшение личного состава армии, возникшее в 1990-е годы, было решено преодолевать через рекрутинговую программу Military Skills Development System.

## История
После образования Южно-Африканского Союза в 1910 году, генерал Ян Смут, первый министр обороны Союза, поставил приоритет в создании единых Вооружённых сил из отдельных армий четырёх провинций Союза. В Законе об обороне (№ 13) от 1912 года были созданы вооружённые силы ЮАС — Союзные силы обороны (Union Defence Force), которые включали в себя 
- регулярные войска (Permanent Force);
- «активные гражданские силы» (Active Citizen Force) из призывников и добровольцев;
- юношескую кадетскую организацию[3].

По Закону 1912 г. Южно-Африканский Союз был разделён на 15 военных округов, предусматриваюшиз воинскую повинность белых мужчин от семнадцати до шестидесяти лет. Ввиду наличия большого числа добровольцев, имелась практика призыва по жребию в АГС белых в возрасте до 25 лет.
Первоначально, регулярные войска включали пять полков конных стрелков с артиллерийской батареей. Дорнинг писал, что «конные стрелки на самом деле являлись конной полицией своих географических округов». В 1913-14 гг. активный резерв (численностью 23,5 тыс. человек) одномоментно призывался для подавления промышленных забастовок в Витватерсранде.
В соответствии с законом 1912 г., численность активного резерва (под командованием бригадного генерала Бейерса) и Береговых войск составляла 25 тыс. человек (реально к 1913 г. — 23,5 тыс. человек).

### Первая мировая война

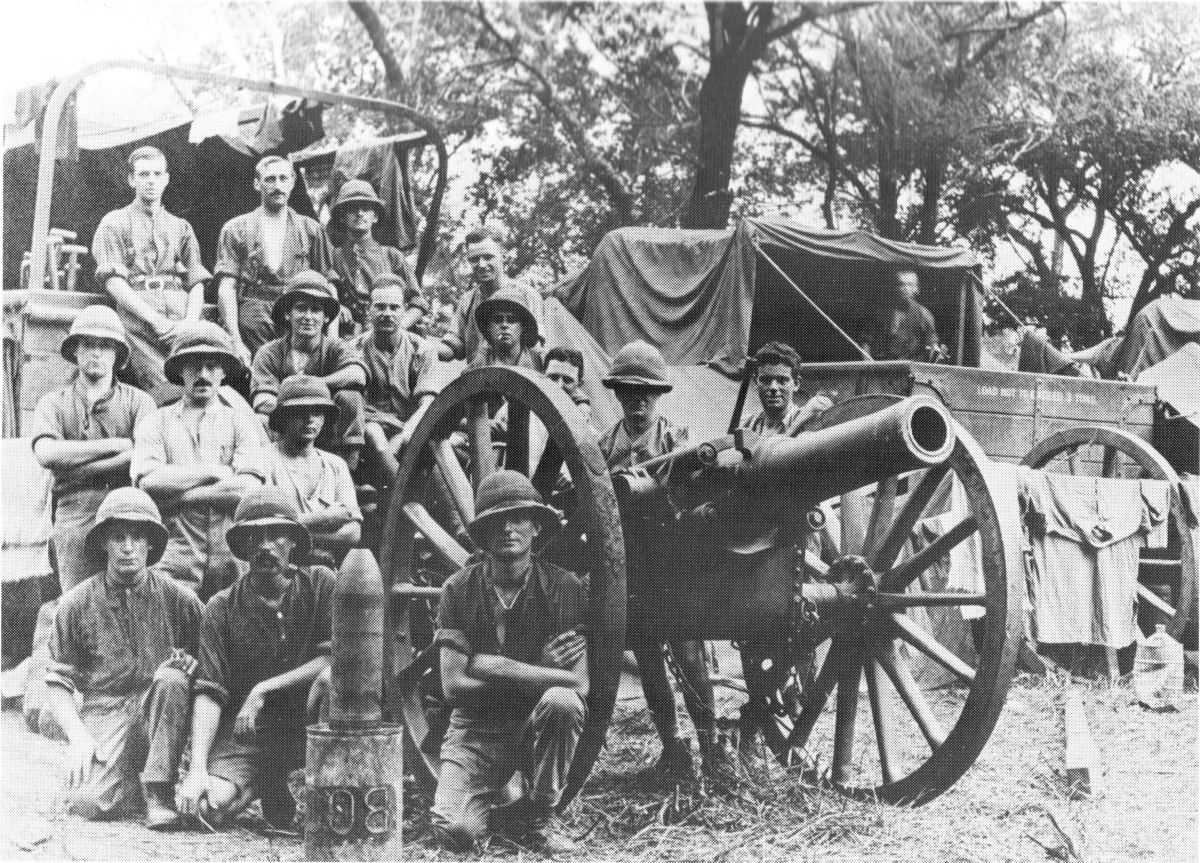
Гаубица 5,4 дм с расчётом, Восточная Африка, 1916!17 гг.

С началом Первой мировой войны правительство ЮАС, как доминиона Британской империи, присоединилось к войне на стороне Антанты. Премьер ЮАС генерал Луис Бота столкнулся с широкой  оппозицией голландского населения, не желавшего участвовать в войне на стороне Великобритании. Вооружённые силы  ЮАС осуществили вторжение контингента (67 тыс. человек) в Юго-Западную Африку, и размещённые там экспедиционные части кайзеровской Германии сдались в июле 1915 г. Военные действия вызвали острое недовольство бурской части общества.  В 1920 году Лига Наций передала  Юго-Западную Африку в подмандатное управление ЮАС. 

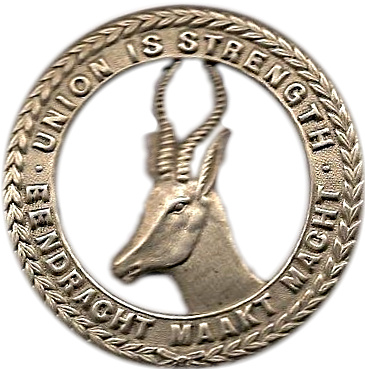
Значок 1-й пехотной бригады

В качестве Южноафриканских заморских экспедиционных сил для участия в боевых действиях на Западном фронте во Францию была отправлена 1-я пехотная бригада со вспомогательными подразделениями. Бригада состояла из четырёх пехотных батальонов из всех четырёх провинций ЮАС и Родезии: 
- 1-й полк Капской провинции;
- 2-й полк Наталя и Оранжевого государства;
- 3-й полкТрансвааля и Родезии;
- 4-й полк ЮАР-Шотландия (South African Scottish) из военнослужащих полков Трансвааль-Шотландия и Кейптаун-Хайлендеры (килты с тартаном Атолла Мюррея (Atholl Murray).

Вспомогательные подразделения включали: 
- пять батарей тяжелой артиллерии;
- роту связи Королевского саперного корпуса;
- подразделения первой помощи медицины и госпиталь[6].

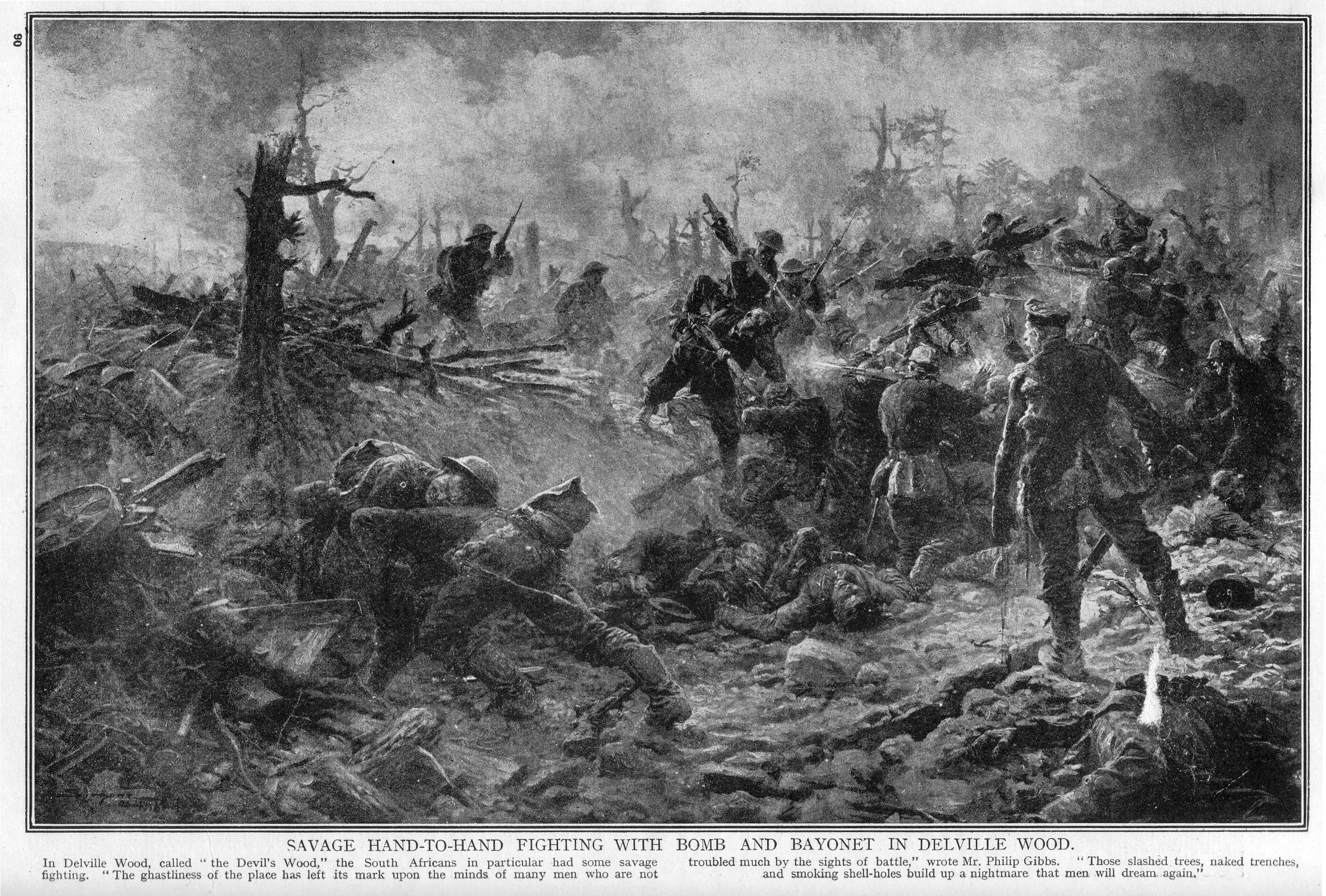
Южноафриканцы и родезийцы сражаются с немцами в битве при Делвилл-Вуд.

Самым кровопролитным сражением 1-й пехотной бригады ЮАС стала битва при Делвилл-Вуд в 1916 г.: из 3 тыс. бойцов бригады в живых осталось меньше трети. Трагической гибелью стал также затонувший войсковой транспорт «Мэнди», перевозивший 607 членов Южноафриканского трудового корпуса во Францию. Транспорт таранным ударом был разрезан почти надвое другим кораблём.
В Восточной Африке против кайзеровских и туземных войск было вовлечено 20 тыс. войск ЮАС под командованием генерала Я. Смэтса (Jan Smuts). В Палестине против турецких войск также Южноафриканцы воевали в Экспедиционный корпус Капской провинции.
В ходе Первой мировой войны в Вооружённых силах ЮАС служили более 146 тыс. белых, 83 тыс. чёрных и 2,5 тыс. цветных и азиатов (43 тыс. в Юго-Западной Африке и 30 тыс. на Западном фронте). Примерно 3 тыс. южноафриканцев присоединились к Королевским ВВС (Корпусу авиации).
Потреи экспедиционных сил составили 18,6 тыс. человек (12,6 тыс. убитыми, из них 4,6 тыс. в Европе).

### Интербеллум
Военные потери и послевоенная демобилизация ослабили Союзные силы обороны. Новое закодательство в 1922 году восстановило призыв на службу для белых мужчин в возрасте старше 21 года на 4 года военной службы и таким образом вновь образовало постоянную армию. Войска ССО взяли на себя вопросы внутренней безопасности ЮАС и подавили несколько бунтов против ЮАС в подмандатной Юго-Западной Африке. Южноафриканцы понесли в ходе этих восстаний большие потери, особенно в 1922 году, когда этническая группа готтентотов, известная как бондесварт-гереро, подняло восстание; в 1925 году когда группа цветных, известная как бастеры, потребовала культурной автономии и политической независимости; и в 1932 году, когда овамбо потребовали прекращения политического господства ЮАС в Юго-Западной Африке. Также во время забастовки горняков в Ранде, были призваны 14000 членов АГС.
Сокращение расходов привело к сокращению ССО в целом. Последний оставшийся полк конных стрелков был расформирован 31 марта 1926 года, а число военных округов было сокращено с 16 до 6 на 1 апреля 1926 года. Штаб бригады полевой артиллерии также был расформирован. В 1933 году шесть военных округов были переименованы в командования. В результате всеобщей воинской повинности ССО увеличили численность своих личного состава до 56 000 к концу 1930-х годов; 100 000 человек также принадлежали к Национальному стрелковому резерву (National Riflemen’s Reserve), который обеспечивал огнестрельную подготовку.

### Вторая мировая война

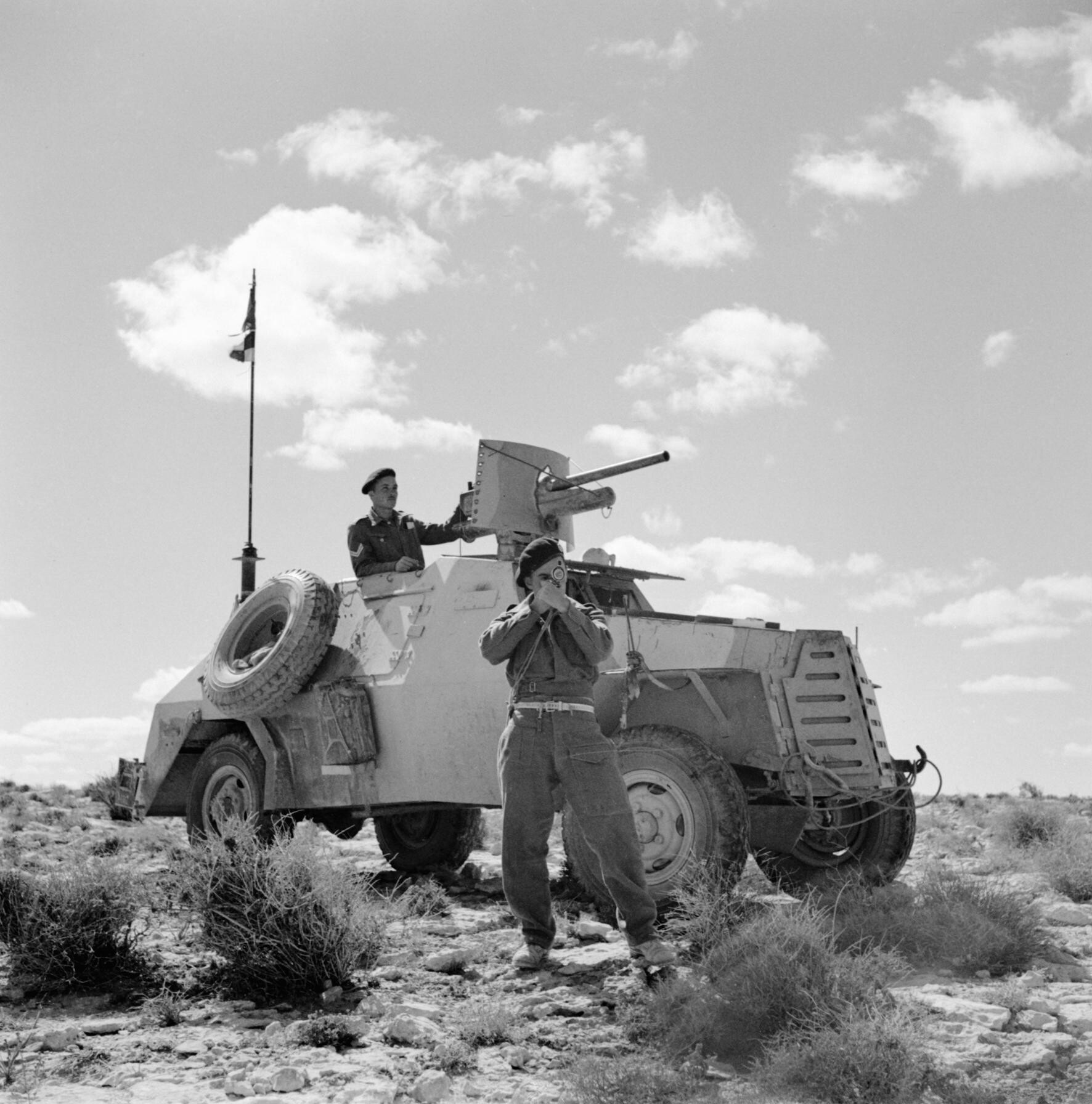
Южноафриканский бронеавтомобиль Marmon-Herrington проводит разведку в Северной Африке.

Во время ВМВ южноафриканская армия воевала в восточной и северной Африке и Италии. В 1939 году армия в Южной Африке была разделена между несколькими региональными командованиями. Они включали Капское командование со штабом в Замке доброй надежды, Фристейтское командование, Натальское командование, Витватерсрандское командование (5-я и 9-я бригады + Трансваальский конноартиллерийский полк), Робертские высоты и Трансваальское командование (штаб Робертские высоты) и Восточное командование со штабом в Ист-Лондоне.
С объявлением войны 2 сентября 1939 года южноафриканская армия насчитывала всего только 5335 человек личного состава, кроме того, было ещё 14631 добровольцев из Активной гражданской силы, которые в мирное время  тренировали  и формировали основной состав мобилизуемых в армию. Довоенные планы не предполагали, что армия будет сражаться за пределами южной части Африки, при том, что она была обучена и вооружена только для ведения войны в буше.
Другой важной проблемой была нехватка личного состава. Из-за расовой политики круг пригодных к мобилизации ограничивался немногочисленным белым населением, в результате чего доступный пул мужчин в возрасте от 20 до 40 лет составлял лишь 320000 человек. Кроме того, весть о войне с Германией получила поддержку узкого круга лиц в парламенте ЮАС. Значительное число южноафриканцев выступали против войны, из-за чего развёртывание армии за рубежом зависело целиком от добровольцев.
1-я пехотная дивизия ЮАС участвовала в боях на востоке Африки в 1940 году, в северной Африке в 1942 году, включая Вторую битву при Эль-Аламейне, после чего была отозвана на родину.
2-я пехотная дивизия ЮАС участвовала в боях в северной Африке в 1942 году, 21 июня 1942 года при падении Тобрука были захвачены в плен две бригады дивизии, а также большинство вспомогательных подразделений.
3-я пехотная дивизия ЮАС выступала в роли учебной и вела гарнизонную службу и поставляла резервистов. Однако 7-я моторизованная бригада принимала участие во вторжении на Мадагаскар в 1942 году.
6-я бронетанковая дивизия ЮАС принимала участие в Итальянской кампании с 1944 по 1945 года.
Из 334000 человек, добровольно вызванных в южноафриканские ВС во время войны (из них 211000 белые, 77000 чёрные, 46000 цветных и азиатов), 9000 были убиты в бою, хотя Комиссия по военным захоронениям Содружества имеет записи о 11023 погибших южноафриканцев во Второй мировой войне.

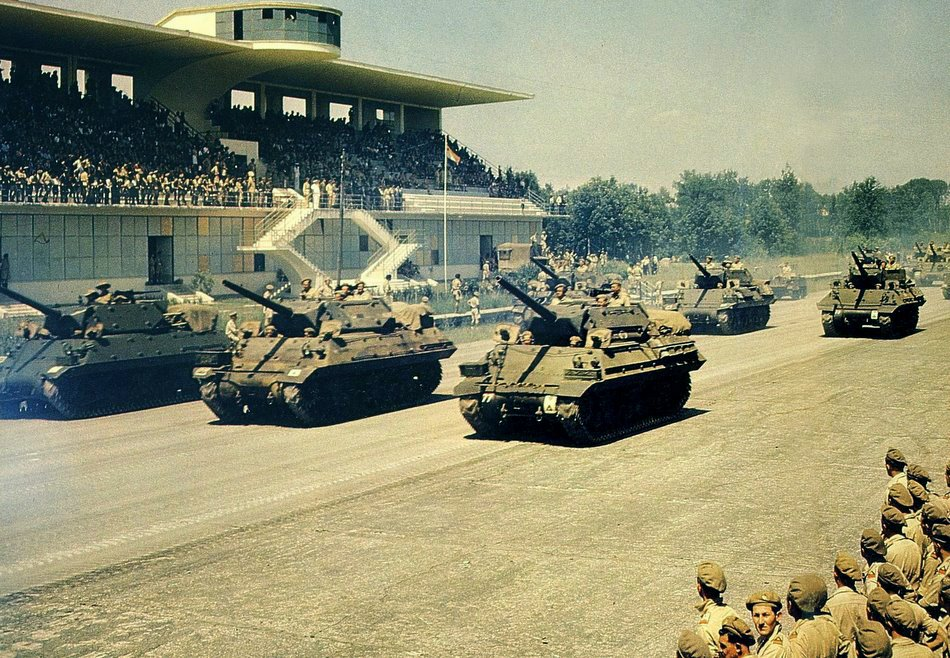
Генерал Марк Кларк, командующий 15-й группой армий, принимает приветствие от противотанковых САУ М10 11-й бронетанковой бригады 6-й бронетанковой дивизии ЮАС на параде по случаю окончания боевых действий в Италии. Парад в Монце 14 июля 1945 года.

### Послевоенный период
Важным фактором в развитии вооружённых сил в послевоенный период стал африканерский национализм подогреваемый противоречиями между англо-африканцами и африканерами. Это стало важным фактором в роста популярности Национальной партии и её победе на выборах в 1948 году. После этого началась устойчивая африканеризация вооружённых сил. Правительство расширило обязанности по военной службе и ужесточил законы о воинской обязанности. Большинство призывников ССО проходили три месяца обучения в АГС в первый год службы и дополнительно три недели переподготовки в течение 4 лет после окончания службы по призыву.
Новый министр обороны Франс Эразмус стремился снизить влияние британских обычаев и традиций на Союзные силы обороны, проявлявшихся в званиях, форме, названиях, ОШС.
Различные подразделения коммандос, ранее именовавшиеся «Скетверенигинги» (Skietverenigings), позднее были классифицированы на типы Эй, Би, Си и по штату существовали как отдельный батальон или небольшие подразделения. В рамках послевоенной реорганизации, Оборонная стрелковая ассоциация (Defence Rifle Associations) была распущена и заменена новой организацией Commando численностью 90 000 человек. В то же время африкаансоязычные батальоны, основанные в 1934 году, подверглись хотя бы одной смене именования, а иногда и больше. Первой жертвой стал знаменитый Полк Мидделленда, который в 1954 году стал Полком Гидеона Шееперса.
Также было решено создать два полнокомплектных подразделения Сил обороны Союза: 1-ю пехотную и 6-ю бронетанковую дивизии, состоящую из 1-й, 2-й, 3-й, 12-й, 13-й, и 11-й бронетанковой бригад. Эти дивизии были официально созданы с 1 июля 1948 года, 1 ноября 1949 года, за исключением 11-й бригады, они были расформированы, главным образом из-за трудностей с привлечением добровольцев в бригады АГС. А затем 11 октября 1954 года была распущена и 11-я бронетанковая бригада. В начале 1950-х годов ЮАС обязался предоставить одну бронетанковую дивизию для активной службы на Ближнем Востоке в случае войны в регионе. Для этого было заказано около 200 танков «Центурион». Во время учений Оранж 1956 года, армия впервые опробовала центурионы в условиях симуляции ядерной войны.
Закон об обороне (№ 44) от 1957 года переименовал Союзные силы обороны в Южно-Африканские силы обороны (South African Defence Force) и образовал в них несколько подразделений быстрого реагирования — коммандос. ЮАСО, насчитывавшие около 20000 человек в 1958 году за два десятилетия выросли почти до 80000 чел.
В 1960 году произошла очередная волна смены полковых имён. Полк Гидеона Шееперса стал Полком Грота Кару и три полка: один из которых носил имя знаменитого бурского генерала Де Ла Рея; полк Лоу Вепенера и полк Де Вета были переименованы в Полк Уэс-Трансвааль, Полк Оос-Вристаат и полк Норд-Вристаат. После напряжённых усилий, Полк Уэс-Трансвааль, Полк Оос-Вристаат и полк Норд-Вристаат вернули свои почётные имена.
После провозглашения Южно-Африканской Республики в 1961 году, название «Королевский» было исключено из названий армейских полков, таких как Натальский карабинерский и Дурбанский лёгкий пехотный полки, а корона была снята с полковых значков.

### Пограничная война (1966—1989)
В начале 1960-х вооружённая активность СВАПО и её сторонников коммунистов в Юго-Западной Африке побудила южноафриканское правительствоо увеличить срок воинской службы. Закон об обороне (№ 12) 1961 года разрешил министру обороны развернуть войска АГС и коммандос для контроля над территорией и подавления демонстраций против апартеида. Закон об обороне (№ 85) 1967 года также расширил воинские обязанности граждан, которым предписывалось после службы оставаться в резервном статусе, предполагавший немедленный призыв в случае необходимости.
С 1966 по 1989 год ЮАСО вместе со своим вспомогательным подразделением «Территориальные войска Юго-Западной Африки» проводили противопартизанские операции против СВАПО в ЮЗА. Эти операции включали в себя создание спецподразделений, таких как 32-й батальон. Также проводили операции по поддержке УНИТА в Анголе против коммунистов. Принимали активное участие в решающем сражении близ Квито-Кванавале вместе с отрядами УНИТА.
- 7-я пехотная дивизия (Йоханнесбург)
  - 71-я моторизованная бригада (Кейптаун)
    - Кейптаунский хайлендский полк
    - Кейптаунский стрелковый полк
    - Западнопровинциальный полк

  - 72-я моторизованная бригада[a] (Йоханнесбург)
    - Йоханнесбургский полк
    - 1 Трансваальский шотландский полк
    - 2 Трансваальский шотландский полк

  - 73-я моторизованная бригада (Кенсингтон)
    - Рандский лёгкий пехотный полк
    - Полк Лоу Вепенера (Ледибранд?)
    - Кимберлийский полк (Кимберли)

  - Дивизионного подчинения
    - Лёгкий конный полк (Йоханнесбург)
    - Капский артиллерийский полк
    - 7-й лёгкий полк ПВО
    - 14-й артиллерийский полк (Почефструм)
- 8-я бронетанковая дивизия (Дурбан)
  - 81-я бронетанковая бригада (Претория)
    - Преторийский полк (танковый) (Претория)
    - Преторийский хайлендский полк
    - Полк Боланда

  - 82-я механизированная бригада[a] (Почефструм)
    - Полк де ла Рея
    - Полк де Вета
    - Витвотерсрандский полк (Джермистон)

  - 84-я механизированная бригада (Дурбан)
    - 1 Дурбанский лёгкий пехотный полк (Дурбан)
    - 2 Дурбанский лёгкий пехотный полк
    - Гвардейский полк принца Альфреда

  - Дивизионного подчинения
    - Умвотийский коннострелковый полк (бронеавтомобильный)
    - Трансваальский артиллерийский полк
    - Трансваальский конноартиллерийский полк

Что касается обычных соединений, то 1 апреля 1965 года были созданы 7-я пехотная дивизия, 17-я, 18-я и 19-я бригады. Трудности с комплектацией 7-й дивизии привели к замене её на армейскую оперативную группу (Army Task Force) и 16-ю бригаду.
Кроме того в 1970-е годы ЮАСО стали принимать на постоянную службу небелых и женщин, а не только в качестве временных добровольцев, как бытовало ранее. Однако небелые мужчины служили, главным образом, в отдельных подразделениях, а женщины были избавлены от выполнения непосредственно боевых задач. К концу 1970-х гг. ЮАСО всё чаще использовались за границей вмешательства во внутренние дела других государств.
В 1973 году были созданы два батальона: 7-й и 8-й пехотные батальоны, а также 11-й коммандос, которые взяли на себя функции Учебки Дэнни Терона (Danie Theron Combat School). В этом же году ЮАСО взяло в Юго-Западной Африке на себя полицейские функции. В последующие месяцы армия впервые участвовала в боевых действиях со времён Второй мировой войны, столкнувшись с вооружёнными отрядами СВАПО, проникавшими в ЮЗА.
С 1 сентября 1972 года штаб армейской оперативной группы был переименован в штаб 7-й пехотной дивизии. Два года спустя было решено организовать армию мирного времени в две дивизии под управлением штаба корпуса. Обе были преимущественно резервными формированиями, хотя штабы бригад и дивизий были постоянными. Штабы обеих дивизий были созданы 1 августа 1974 года, а 8-я бронетанковая дивизия имела свой штаб в Lord’s Grounds, Дурбан до 27 сентября 1992 года. Сам корпус был создан в августе 1974 года и действовал до 30 января 1977 года. Из книги полковника Лайонела Крука о 71-й бригаде видно, что 4 из 6 бригад подверглись переименованию: 16, 17,18 и 19 бригады: 71-я моторизованная была 17-й, 72-я была 18-й, 73-я была новым формированием, 81-я — бывшей 16-й бригадой, 82-я прежней 19-й, 84-я новой.
В начале 1980-х гг. армия была реорганизована для противопартизанской войны, и в то же время представляла собой обычные общевойсковые формирования своего времени. Для выполнения этих требований, армия была разделена на общевойсковые подразделения и противопартизанские. Силы по борьбе с инсургентами были поделены на девять территориальных командований, каждая которых подчинялась начальнику СВ ЮАР. Они состояли из регулярных сил, коммандос и отдельных подразделений Гражданской силы. К июлю 1987 года, количество терркомандований было увеличено до 10, а военная область Уолфиш-Бей часто негласно считалась 11-й. Послевоенные командования ЮАР:
- Командование Западной провинции[англ.] (Кейптаун, 1959—1998)
- Командование Восточной провинции[англ.] (Порт-Элизабет, 1959—1998)
- Северокапское командование (англ. Northern Cape Command, Кимберли, 1959—1998)
- Фристейтское командование[англ.] (Блумфонтейн, 1959—1998)
- Северотрансваальское командование[англ.] (Претория, 1959—1998)
- Витватерсрандское командование[англ.] (Йоханнесбург, 1959—1998)[20]
- Северо-западное командование (англ. West Transvaal Command, Почефструм)
- Восточнотрансваальское командование (англ. Eastern Transvaal Command, Нелспрёйт)
- Натальское командование[англ.] (Дурбан)
- Дальнесеверное командование (англ. Far North Command, Питерсбург)

В этот же период, инженерные войска и войска связи были сгруппированны в отдельные формирования (в 1984 году) с непосредственным подчинением начальнику СВ.
В 1984 году из Северотрансваальского командования было выделено Восточнотрансваальское командование и Дальнесеверное командование.

### После 1994
С 1992 года по 1 апреля 1997 года СВ ЮАР поддерживали 3 дивизии кадрированого состава: 7-ю (Йоханнесбург), 8-ю (Дурбан) и 9-ю (Кейптаун). Все они состояли из разведывательнго батальона, двух батальонов ПВО (ЗУ-23-2, Oerlikon GDF), двух артиллерийских дивизионов (155-мм гаубицы G5 и САУ G6), реактивно-артиллерийского дивизиона (127-мм РСЗО Bataleur), инженерного батальона, двух танковых батальонов (Олифант), двух механизированных батальонов (БМП Ratel), и, наконец, двух моторизованных батальонов на минозащищённых бронемашинах Buffel. 1 апреля 1997 года они были слиты в 7-ю дивизию, подразделявшуюся на 73-ю, 74-ю и 75-ю бригады
1 апреля 1997 года Полк Лоу Вепенера, Полк де Вета и Полк Дэна Пинара были поглощены Полком Блумпрут.
7-я пехотная дивизия была расформирована 1 апреля 1999 года. Минобороны заключило договор с аудиторской фирмой Deloitte & Touche, в соответствии с которым фирма разработала план по повышению экономической эффективности армии. В плане Deloitte & Touche предусматривалось разделение войск на формирования по профилю службы: бронетанковые, инженерные, пехотные и пр.
Если во время мировых войн и эпоху апартеида, небелые служили исключительно невооружённым вспомогательным персоналом, то после 1994 года в ЮАНСО были введены расовые квоты для обеспечения пропорционального представительства всех рас ЮАР.
Южноафриканская армия после 1994 года активно участвовала в миротворческих операциях под мандатом Организации Объединённых Наций и Африканского союза в других африканских странах, таких как Миссия Организации Объединённых Наций в Судане (UNMIS), Миссия Организации Объединённых Наций в Бурунди (ONUB) и Миссия Организации Объединённых Наций по стабилизации в Демократической Республике Конго (MONUSCO), и успешно справляется с этими задачами, несмотря на сокращение бюджета.

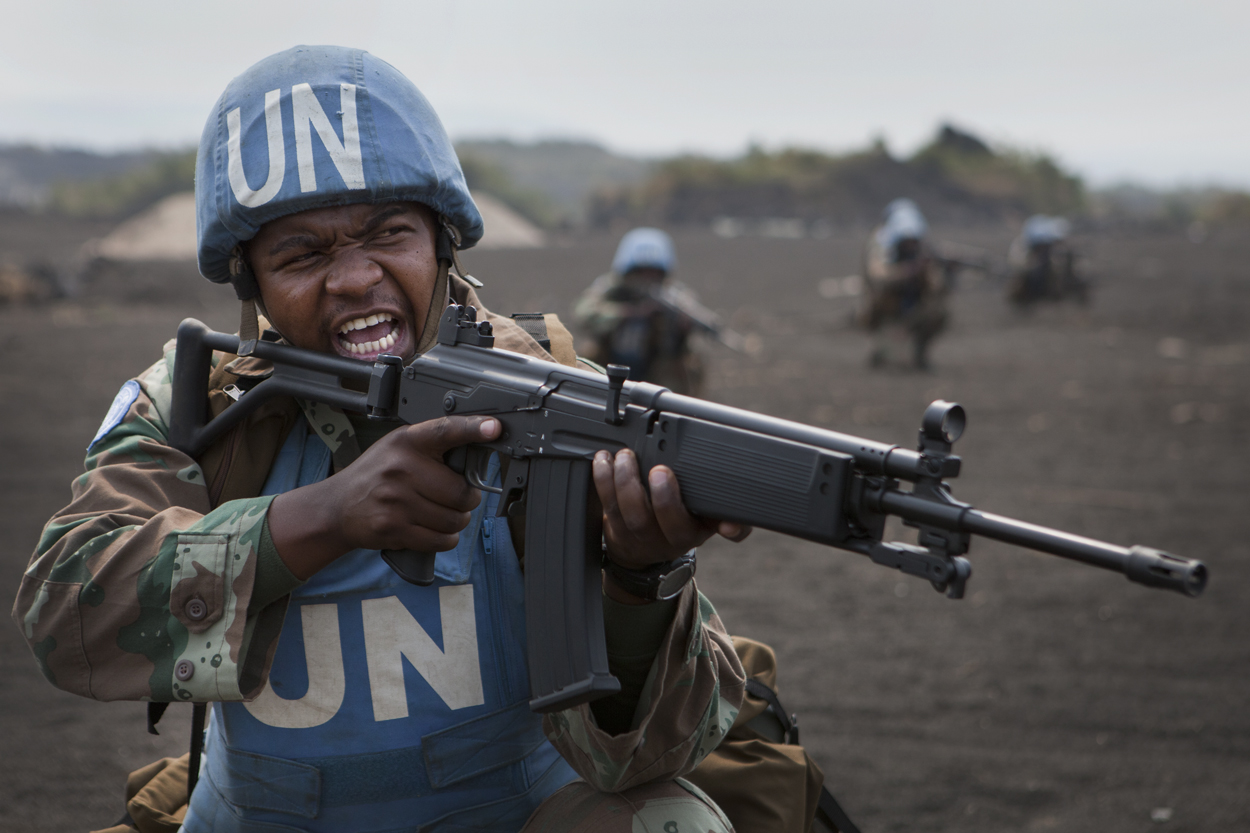
Южноафриканский солдат с R4, служащий в составе Бригады интервенции сил Организации Объединённых Наций в Демократической Республике Конго.

К другим операциям, где СВ ЮАР принимали участие, относятся Операция «Болеас» (Лесото), операция «Волокно» (Бурунди), операция «Тритон» (пять раз на Коморских Островах), операция «Амфибия» (Руанда), операция «Монтего» (Либерия), операция «Кордит» (Судан), Операция «Тевтонский» и операция «Булиса» (обе в Демократической Республике Конго), операция «Приштина» (Берег Слоновой Кости), операция «Вимбезела» (Центральноафриканская Республика) и операция «Бонгане» (Уганда). Операция «Вимбезела» в ЦАР превратилась в боевую и привела к потери 15 солдат из 1-го парашютно-десантного батальона в Банги. Также СВ ЮАР в составе контингента ООН с общей численностью до 3000 из военных Танзании, ЮАР, Малави приняла участие в боевой операции «Мистраль» против повстанцев Движения 23 марта на востоке ДРК.
В течение 2006 года армия выпустила свой руководящий документ ARMY VISION 2020, для переоценки установленных организационно-штатной структуры 1998 года, необходимость которых обозначила свою актуальность. Армия планировала вернуться к структуре, основанной на постоянстве состава, в отличие от прежней структуры, где подразделения предоставляются по мере необходимости двум активным бригадам (штаб-бригады). Во многих отношениях этот план был попыткой отказаться от разработанной в Deloitte & Touche модели, которая вступила в силу в 2001 году. Новый план реформы ОШС заключался в создании двух дивизий постоянного состава и бригады сил специальных операций для ведения войн в горах, джунглях, а также воздушных и десантных операций. Следует было бы проводить специализированную подготовку, когда и когда появятся средства. Также должен был быть создан рабочий полк, чтобы помочь с содержанием зданий и инфраструктуры армии и обороны. Однако этот план не был реализован.

## Структура
Со времени Акта об обороне 1912 года армия ЮАР в общих чертах группировалась в трёх частях. Первая — это регулярная армия, известная ещё с 1970-х гг. как «Постоянные силы» (Permanent Force). Резервные войска также с положениями Акта 1912 года и первоначально были определены как «Активные гражданские силы» (Active Citizen Force). Другими обозначениями резерва также были «Активная резервная сила», «Гражданская сила», «Обычный резерв» и «Территориальный резерв».
Из-за реструктуризации Резерва, точное количество личного состава трудно установить. Однако в соответствии с планами на 2011/12 планировалась штатая численность в 12400 резервистов.
Третьей группой изначально была Оборонная стрелковая ассоциация (Defence Rifle Associations), которая позже стала известна как «Коммандос» (Commandos или South African Commando System), сельская сила самообороны (ополчение). В Commandos насчитывалось несколько тысяч членов. Каждый ополченец отвечал за охрану и защиту конкретного поселения (как сельского, так и городского). По словам министра внутренних дел Чарльза Нкакулы, эта часть Вооружённых сил была ликвидирована «из-за той роли, которую она сыграла в эпоху Апартеида». Последний отряд коммандос, который находился в Гаррисмите, в Фри-Стейте, был расформирован в марте 2008 года.
Южноафриканские воинские звания являются производными от воинских званий Вооружённых сил Великобритании.
Структура СВ ЮАР:

### Дирекции
- Начальник структуры СВ ЮАР (Chief of the SA Army Force Structure) — занимается организационными вопросами.[31]
- Начальник военной подготовки СВ ЮАР (Chief of the SA Army Force Preparation) — отвечает за боевую подготовку и контроль боеготовности сухопутных войск.
- Руководитель службы корпоративных услуг СВ ЮАР (Chief of the SA Army Corporate Services) — занимается предоставлением корпоративных услуг по долгосрочному развитию СВ.
- Генерал-инспектор (Inspector General) — занимается внутренним аудитом армии.
- Начальник армейского резерва СВ ЮАР (Chief of the SA Army Reserves) — занимается всем связанным с армейским резервом.
- Сержант-майор СВ ЮАР (Sergeant Major of the Army) — занимается вопросами поддержания дисциплины в армии ЮАР.

### Состав и рода войск

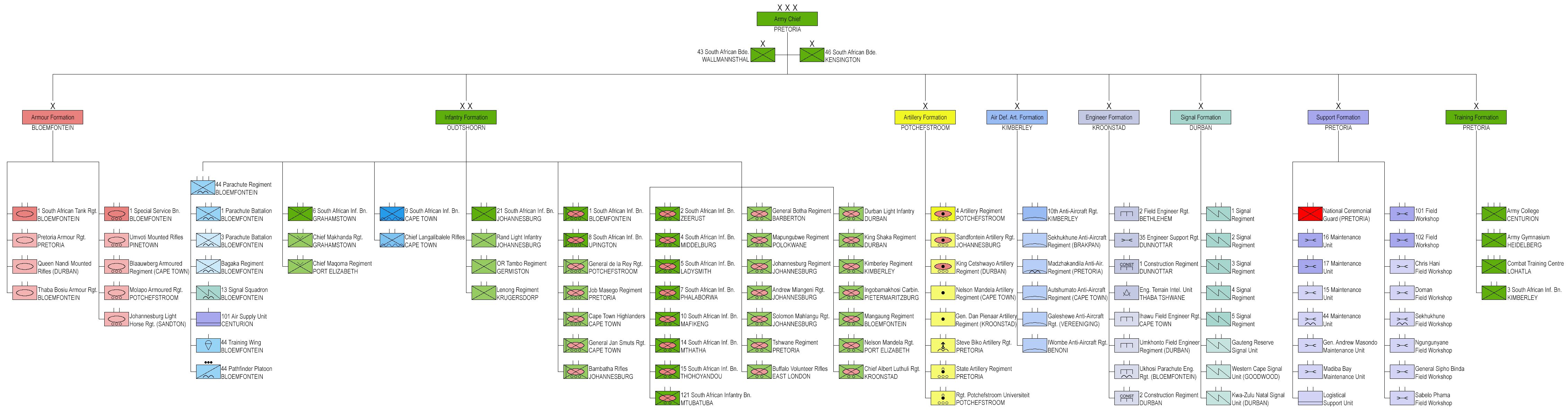

В составе СВ ЮАР постоянно находятся два постоянно действующих штаба бригад: 43 и 46. Каждый из них устроен таким образом, чтобы обеспечить развёртывание четырёх дополнительных штабов бригад. Каждая бригада не обладает постоянным составом и батальоны набираются в зависимости от цели операции. Постоянный у них только штаб.
В соответствии с планом, армия была реорганизована по одноотраслевым формированиям (родам войск):
- Бронетанковые войска (South African Army Armoured Formation)
- Пехота (South African Army Infantry Formation)
- Артиллерия (South African Army Artillery Formation)
- Инженерные войска (South African Army Engineer Formation)
- Войска ПВО[англ.] (South African Army Air Defence Artillery Formation)
- Войска связи[англ.] (South African Army Signal Formation)
- Материально-техническое обеспечение[англ.] (South African Army Support Formation)
- Учебные войска[англ.] (South African Army Training Formation)